# Uefacupen 1983/1984
Uefacupen 1983/1984 vanns av Tottenham Hotspur, England efter finalseger mot Anderlecht, Belgien.

## Inledande omgångar

### Första omgången
| Lag 1                 | Totalt         | Lag 2              | Möte 1 | Möte 2     |
| Kaiserslautern        | 3–4            | Watford            | 3–1    | 0–3        |
| Sparta Prag           | 4–3            | Real Madrid        | 3–2    | 1–1        |
| Larisa                | 2–3            | Budapest Honvéd    | 2–0    | 0–3 (e.f.) |
| Anorthosis Famagusta  | 00–11          | Bayern München     | 0–1    | 00–10      |
| Atlético Madrid       | 2–4            | Groningen          | 2–1    | 0–3        |
| Bryne FK              | 1–4            | Anderlecht         | 0–3    | 1–1        |
| Celtic                | 5–1            | AGF                | 1–0    | 4–1        |
| Drogheda United       | 00–14          | Tottenham Hotspur  | 0–6    | 0–8        |
| Aris Bonnevoie        | 00–15          | Austria Wien       | 0–5    | 00–10      |
| Baník Ostrava         | 6–1            | B 1903 Köpenhamn   | 5–0    | 1–1        |
| Dynamo Kiev           | 0–1            | Stade Lavallois    | 0–0    | 0–1        |
| Bordeaux              | 2–7            | Lokomotive Leipzig | 2–3    | 0–4        |
| Spartak Moskva        | 7–0            | HJK Helsingfors    | 2–0    | 5–0        |
| Universitatea Craiova | 00001–1 (str.) | Hajduk Split       | 1–0    | 0–1 (e.f.) |
| Zürich                | 3–8            | Royal Antwerp      | 1–4    | 2–4        |
| Verona                | 4–2            | Röda stjärnan      | 1–0    | 3–2        |
| ÍBV                   | 0–3            | Carl Zeiss Jena    | 0–0    | 0–3        |
| Gent                  | 2–3            | Lens               | 1–1    | 1–2 (e.f.) |
| Nottingham Forest     | 3–0            | Vorwärts Frankfurt | 2–0    | 1–0        |
| Lokomotiv Plovdiv     | 2–5            | PAOK               | 1–2    | 1–3        |
| PSV Eindhoven         | 6–2            | Ferencváros        | 4–2    | 2–0        |
| Rabat Ajax            | 00–16          | Inter Bratislava   | 00–10  | 0–6        |
| Radnički Niš          | 5–1            | St. Gallen         | 3–0    | 2–1        |
| Sevilla               | 3–4            | Sporting Lissabon  | 1–1    | 2–3        |
| Sparta Rotterdam      | 5–1            | Coleraine          | 4–0    | 1–1        |
| Sportul Studențesc    | 1–2            | Sturm Graz         | 1–2    | 0–0        |
| St. Mirren            | 0–3            | Feyenoord          | 0–1    | 0–2        |
| Trabzonspor           | 1–2            | Inter              | 1–0    | 0–2        |
| Stuttgart             | 1–2            | Levski Sofia       | 1–1    | 0–1        |
| Vitória Guimarães     | 1–5            | Aston Villa        | 1–0    | 0–5        |
| Werder Bremen         | 3–2            | Malmö FF           | 1–1    | 2–1        |
| Widzew Łódź           | 00002–2 (BM)   | IF Elfsborg        | 0–0    | 2–2        |

### Andra omgången
| Lag 1              | Totalt         | Lag 2             | Möte 1 | Möte 2     |
| Budapest Honvéd    | 3–5            | Hajduk Split      | 3–2    | 0–3        |
| Groningen          | 3–5            | Inter             | 2–0    | 1–5        |
| Spartak Moskva     | 4–3            | Aston Villa       | 2–2    | 2–1        |
| Austria Wien       | 5–3            | Stade Lavallois   | 2–0    | 3–3        |
| Verona             | 00002–2 (BM)   | Sturm Graz        | 2–2    | 0–0        |
| Lokomotive Leipzig | 2–1            | Werder Bremen     | 1–0    | 1–1        |
| PAOK               | 00000–0 (str.) | Bayern München    | 0–0    | 0–0 (e.f.) |
| PSV Eindhoven      | 1–3            | Nottingham Forest | 1–2    | 0–1        |
| Anderlecht         | 4–2            | Baník Ostrava     | 2–0    | 2–2        |
| Radnički Niš       | 6–3            | Inter Bratislava  | 4–0    | 2–3        |
| Lens               | 5–4            | Royal Antwerp     | 2–2    | 3–2        |
| Sparta Rotterdam   | 4–3            | Carl Zeiss Jena   | 3–2    | 1–1        |
| Sporting Lissabon  | 2–5            | Celtic            | 2–0    | 0–5        |
| Tottenham Hotspur  | 6–2            | Feyenoord         | 4–2    | 2–0        |
| Watford            | 4–2            | Levski Sofia      | 1–1    | 3–1 (e.f.) |
| Widzew Łódź        | 1–3            | Sparta Prag       | 1–0    | 0–3        |

### Tredje omgången
| Lag 1             | Totalt | Lag 2              | Möte 1 | Möte 2 |
| Bayern München    | 1–2    | Tottenham Hotspur  | 1–0    | 0–2    |
| Austria Wien      | 3–2    | Inter              | 2–1    | 1–1    |
| Nottingham Forest | 2–1    | Celtic             | 0–0    | 2–1    |
| Radnički Niš      | 0–4    | Hajduk Split       | 0–2    | 0–2    |
| Lens              | 1–2    | Anderlecht         | 1–1    | 0–1    |
| Sturm Graz        | 2–1    | Lokomotive Leipzig | 2–0    | 0–1    |
| Sparta Rotterdam  | 1–3    | Spartak Moskva     | 1–1    | 0–2    |
| Watford           | 2–7    | Sparta Prag        | 2–3    | 0–4    |

## Slutspel

### Slutspelsträd
|  | Kvartsfinaler            | Kvartsfinaler            | Kvartsfinaler          | Kvartsfinaler |       |                   | Semifinaler | Semifinaler | Semifinaler | Semifinaler |  |            | Final | Final | Final | Final |
|  |                          |                          |                        |               |       |                   |             |             |             |             |  |            |       |       |       |       |
|  | Nottingham Forest (e.f.) | 1                        | 1                      | 2             |       |                   |             |             |             |             |  |            |       |       |       |       |
|  | Sturm Graz               | 0                        | 1                      | 1             |       |                   |             |             |             |             |  |            |       |       |       |       |
|  | Sturm Graz               | 0                        | 1                      | 1             |       | Nottingham Forest | 2           | 0           | 2           |             |  |            |       |       |       |       |
|  |                          |                          |                        |               |       | Nottingham Forest | 2           | 0           | 2           |             |  |            |       |       |       |       |
|  |                          |                          | Anderlecht             | 0             | 3     | 3                 |             |             |             |             |  |            |       |       |       |       |
|  | Anderlecht               | 4                        | Anderlecht             | 0             | 3     | 3                 | 0           | 4           |             |             |  |            |       |       |       |       |
|  | Anderlecht               | 4                        |                        |               |       |                   | 0           | 4           |             |             |  |            |       |       |       |       |
|  | Spartak Moskva           | 2                        | 1                      | 3             |       |                   |             |             |             |             |  |            |       |       |       |       |
|  | Spartak Moskva           | 2                        | 1                      | 3             |       |                   |             |             |             |             |  | Anderlecht | 1     | 1     | 2 (3) |       |
|  |                          |                          |                        |               |       |                   |             |             |             |             |  | Anderlecht | 1     | 1     | 2 (3) |       |
|  |                          | Tottenham Hotspur (str.) | 1                      | 1             | 2 (4) |                   |             |             |             |             |  |            |       |       |       |       |
|  | Sparta Prag              | Tottenham Hotspur (str.) | 1                      | 1             | 2 (4) | 1                 | 0           | 1           |             |             |  |            |       |       |       |       |
|  | Sparta Prag              |                          |                        |               |       | 1                 | 0           | 1           |             |             |  |            |       |       |       |       |
|  | Hajduk Split (e.f.)      | 0                        | 2                      | 2             |       |                   |             |             |             |             |  |            |       |       |       |       |
|  | Hajduk Split (e.f.)      | 0                        | 2                      | 2             |       | Hajduk Splitt     | 2           | 0           | 2           |             |  |            |       |       |       |       |
|  |                          |                          |                        |               |       | Hajduk Splitt     | 2           | 0           | 2           |             |  |            |       |       |       |       |
|  |                          |                          | Tottenham Hotspur (BM) | 1             | 1     | 2                 |             |             |             |             |  |            |       |       |       |       |
|  | Tottenham Hotspur        | 2                        | Tottenham Hotspur (BM) | 1             | 1     | 2                 | 2           | 4           |             |             |  |            |       |       |       |       |
|  | Tottenham Hotspur        | 2                        |                        |               |       |                   | 2           | 4           |             |             |  |            |       |       |       |       |
|  | Austria Wien             | 0                        | 2                      | 2             |       |                   |             |             |             |             |  |            |       |       |       |       |

### Kvartsfinaler
| Lag 1             | Totalt | Lag 2          | Möte 1 | Möte 2     |
| Sparta Prag       | 1–2    | Hajduk Split   | 1–0    | 0–2 (e.f.) |
| Nottingham Forest | 2–1    | Sturm Graz     | 1–0    | 1–1 (e.f.) |
| Anderlecht        | 4–3    | Spartak Moskva | 4–2    | 0–1        |
| Tottenham Hotspur | 4–2    | Austria Wien   | 2–0    | 2–2        |

### Semifinaler
| Lag 1             | Totalt       | Lag 2             | Möte 1 | Möte 2 |
| Hajduk Split      | 00002–2 (BM) | Tottenham Hotspur | 2–1    | 0–1    |
| Nottingham Forest | 2–3          | Anderlecht        | 2–0    | 00–3   |

### Final

#### Första mötet
|  | 9 maj 1984 | Anderlecht | 1–1 | Tottenham Hotspur | Constant Vanden Stock Stadium, Bryssel Publik: 35.000 Domare: Galler (Schweiz) |  |
|  |            | Olsen 85'  |     | Miller 57'        |                                                                                |  |
|  |            |            |     |                   |                                                                                |  |
|  |            |            |     |                   |                                                                                |  |

| Anderlecht | Tottenham Hotspur |
| --- | --- |
| - Jacques Munaron (MV) - Georges Grün - Walter De Greef - Morten Olsen (målvakt) - Michel De Groote - Wim Hofkens - Enzo Scifo - René Vandereycken - Kenneth Brylle - Erwin Vandenbergh (← 81") - Alex Czerniatynski (← 85") | - Tony Parks (MV) - Danny Thomas - Paul Miller - Graham Roberts - Chris Hughton - Steve Perryman (målvakt) - Micky Hazard - Gary Stevens (← 80") - Tony Galvin - Steve Archibald - Mark Falco |
| Byten: | Byten: |
| - Frank Arnesen (→ 81") - Frank Vercauteren (→ 85") | - Gary Mabbutt (→ 80") |
| Tränare: | Tränare: |
| Paul Van Himst | Keith Burkinshaw |

#### Andra mötet
|  | 23 maj 1984 | Tottenham Hotspur | 1–1 | Anderlecht        | White Hart Lane, London Publik: 46.205 Domare: Roth (Västtyskland) |  |
|  |             | Roberts 84'       |     | Czerniatynski 60' |                                                                    |  |
|  |             |                   |     |                   |                                                                    |  |
|  |             |                   |     |                   |                                                                    |  |

|                                                                                    |     | Straffar                                                                           |  |
| Roberts : scored Falco : scored Stevens : scored Archibald : scored Thomas : saved | 4–3 | Olsen : saved Grün : scored Scifo : scored Vercauteren : scored Gudjohnsen : saved |  |

| Tottenham Hotspur | Anderlecht |
| --- | --- |
| - Tony Parks (MV) - Danny Thomas - Paul Miller (← 78") - Graham Roberts - Chris Hughton - Gary Mabbutt (← 74") - Micky Hazard - Gary Stevens - Tony Galvin - Steve Archibald - Mark Falco | - Jacques Munaron (MV) - Wim Hofkens - Georges Grün - Walter De Greef - Morten Olsen (målvakt) - Michel De Groote - Frank Arnesen (← 77") - Enzo Scifo - Frank Vercauteren - René Vandereycken - Alex Czerniatynski (← 103") |
| Byten: | Byten: |
| - Ally Dick (→ 74") - Osvaldo Ardiles (→ 78") - Garth Crooks - Mark Bowen - Ray Clemence (MV)                                                                                             | - Arnor Gudjohnsen (→ 77") - Kenneth Brylle (→ 103") |
| Tränare: | Tränare: |
| Keith Burkinshaw | Paul Van Himst |

Efter 2-2 vann Tottenham Hotspur med 4-3 på straffsparkar

## Anmärkningslista
1. ↑  Det kom senare fram att matchen mellan Anderlecht och Nottingham Forest skall ha varit uppgjord, och domaren skal ha erbjudits mutor. Den belgiska klubbens ordförande skall ha betalat honom totalt £27,000. En ifrågasatt straffspark tilldelades Anderlecht, medan ett mål av Nottingham Forest kontroversiellt underkändes.[1]